# 拉赫蒂车站

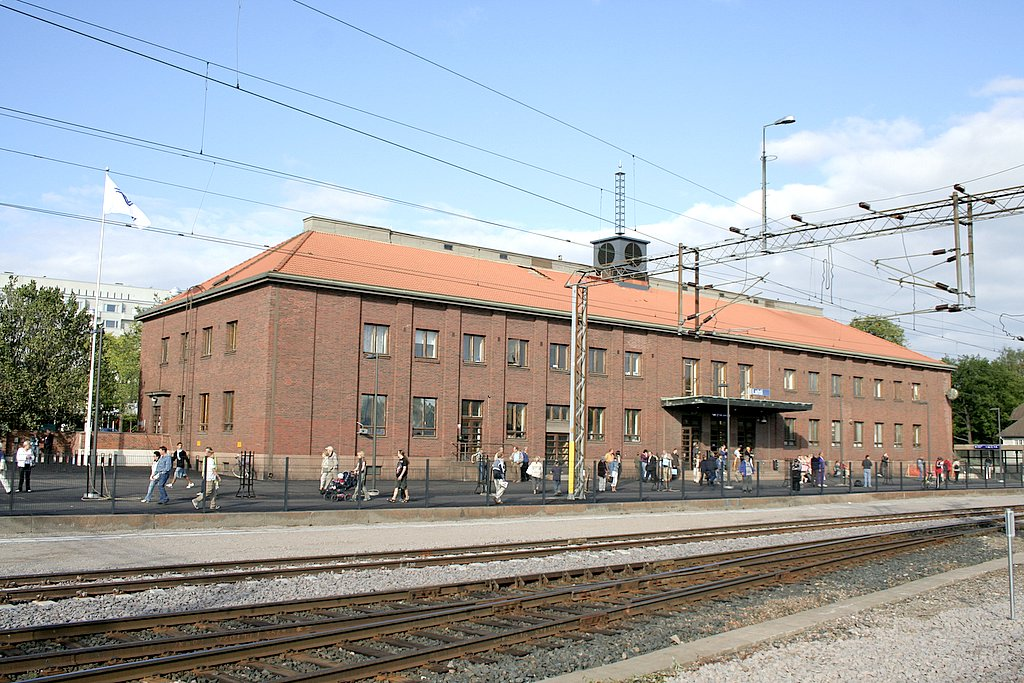
拉赫蒂车站

拉赫蒂车站（芬蘭語：Lahden rautatieasema），芬兰拉赫蒂市的一个鐵路車站。该站由图勒·赫尔斯特伦设计，于1935年建成。由于二十世纪三十年代经济萧条的缘故，车站没有修建第三层，也没有像坦佩雷车站那样修建塔楼。车站的设计是四方形及两层。车站建筑是由深褐色的砖砌成的。
2006年，该站进行了翻修。